# Alliopsis cordillerana
Alliopsis cordillerana är en tvåvingeart som beskrevs av Griffiths 1987. Alliopsis cordillerana ingår i släktet Alliopsis och familjen blomsterflugor. Inga underarter finns listade i Catalogue of Life.